# Уорд, Уильям, 2-й граф Дадли
Уильям Хамбл Уорд, 2-й граф Дадли (англ. William Humble Ward, 2nd Earl of Dudley; 25 мая 1867, Лондон, Великобритания — 29 июня 1932, Лондон, Великобритания) — британский государственный и политический деятель, четвёртый генерал-губернатор Австралии с 9 сентября 1908 по 31 июля 1911 года.

## Биография

### Молодые годы
Уильям Хамбл Уорд родился 25 мая 1867 года в Лондоне, в семье Уильяма Уорда, 1-го графа Дадли, и Джорджины, дочери сэра Томаса Монкрейффа, 7-го баронета. Он получил образование в Итоне. После смерти своего отца в 1885 году, Уильям получил в наследство около 30 тысяч акров земли (120 км кв.), с месторождениями полезных ископаемых в Стаффордшире и Вустершире, двести угольных и железных рудников, несколько железных заводов, существенное состояние, а также графства. С 1886 по 1887 год он посетил Австралию как часть яхтенного круиза. Дадли стал частью общества принца Уэльского, позже короля Эдуарда VII, присутствовавшего на его свадьбе с Рейчел Герни в 1891 году. С 1895 по 1896 год он был мэром Дадли.

### На военной службе
В 1885 году Дадли стал майором полка Вустерширских гусар, а позже присоединился к Вустерширской кавалерии. Он служил во время второй англо-бурской войны, с января 1900 года как заместитель помощника генерал-адъютанта. Он присутствовал на операциях в Оранжевом Свободном государстве с февраля по май 1900 года. Он принимал участие в битве на Поплар-Гроув, у Драйфонтейна, рек Вет и Занд. С мая по июнь 1900 года он присутствовал на операции в Трансваале, потом у Йоханнесбурга, Претории и битве у Даймонд-Хилла. Наконец, в июле—ноябре 1900 года он участвовал в подавлении ирландских волнений в Белфасте.
К 1913 году Дадли, взявший на себя командование гусарами в ноябре, был убежден, что в Европе скоро будет война, и сформировал постоянный штат инструкторов для обучения полка мушкетёров. Когда в 1914 году война началась, была сформирована 1-я конная бригада, под командованием бригадного командира E. A. Виггина. Бригада отправилась в Египет и разместилась в лагере Чатби, недалеко от Александрии, к апрелю 1915 года. Бригада не вела никаких действий, пока не начала готовиться к сражению в качестве пехоты в августе. Именно в это время, состоялась высадка в залив Сувла, и началась Дарданелльская операция. Полк участвовал в поддержке Австралийского и новозеландского армейского корпуса в их попытке прорваться через турецкую оборону. Эта атака с треском провалилась, и они были эвакуированы в январе 1916 года. Дадли уже покинул этот район в 1915 году, и стал комендантом Восточного Мудроса. В 1916 году Дадли стал атташе штаб-квартиры 40-й пехотной дивизии. В 1916 году, Дадли ушёл в отставку с военной службы в звании подполковника.

### Политическая карьера
Дадли состоял в Консервативной партии и был членом Палаты лордов и у Роберта Солсбери парламентским секретарем Совета торговли с 1895 по 1902 год. В 1902 году он был приведен к присяге члена Тайного совета и был назначен лордом-наместником Ирландии. На этом посту он проявил большую экстравагантность, но не без некоторых политических и административных способностей. За это время он стал Великим магистром Ордена Святого Патрика, обязательной награды для лорда-наместника Ирландии.

### На посту генерал-губернатора Австралии
Как консерватор, Дадли не мог рассчитывать на пост в либеральном правительстве, сформированном в 1905 году, но король Эдуард VII надавил на премьер-министра Генри Кэмпбелл-Баннермана, с предложением назначить Дадли на пост генерал-губернатора Австралии, и Кэмпбелл-Баннерман согласился, так как, по-видимому, не было подходящих кандидатов. Дадли прибыл в Сидней 9 сентября 1908 года и вскоре завоевал репутацию помпезного, церемониального и экстравагантного человека, нежелательного для многих австралийцев, в частности членов Лейбористской партии и радикальной прессы, такой как «The Bulletin». Вскоре после прибытия он поругался с премьер-министром Эндрю Фишером.
Новый генерал-губернатор вскоре оказался вовлечен в другой спор, а именно о создании независимого австралийского флота. Либеральная оппозиция поддержала кампанию сбора денег на строительство кораблей. Поэтому, когда Дадли выступил в поддержку этой кампании, это привело к напряженным отношениям с Фишером. В 1909 году правительство Фишера ушло в отставку, и Дадли отказал ему в досрочных выборах. Либералы с Альфредом Дикином вернулись в правительство и стали решать насущные проблемы Дадли. Хотя Фишер был осторожен, чтобы не критиковать Дадли публично, генерал-губернатор приобрел репутацию «антирабочего», сделавшую его непопулярным у половины австралийского электората.
В апреле 1910 года лейбористы победили на выборах и Фишер вернулся к власти. Отношения между генерал-губернатором и премьер-министром охладели. Настойчивость Дадли по поддержанию двух очень дорогих домов правительства — в Сиднее и Мельбурне, на путешествия по стране с королевской пышностью и на фрахтование паровой яхты, для путешествия вокруг континента, взбесили Фишера. К октябрю Дадли признал невозможность его нахождения на посту генерал-губернатора и попросил отставки. Он уехал из Австралии 31 июля 1911 года, без проведения официальной церемонии. Альфред Дикин писал о нём:
Его цель была высокой, но интересы были недолговечны. Он не сделал ничего действительно важного, ничего тщательно, ничего последовательно. Он остался очень неэффективным и очень непопулярной фигурой.

### Личная жизнь и смерть
Дадли женился впервые в 1891 году на Рэйчел Энн Герни, родившийся в 1868 году, дочери Карла Генри Герни (род. 5 ноября 1833) и Элис Принсеп, сестры Лауры Герни, жены сэра Томаса Герберта Кокрейна-Трубриджа, 4-го баронета Трубридж, по матери внучки Генриха Тоби Принсепа (1793—1878) и его жены с 1835 года Сары Монктон Пэттл (1816—1887)
У них было четверо сыновей: Уильям Хамбл Эрик, Родрик Джон, близнецы Джордж Реджинальд и Эдвард Фредерик; и три дочери. Их младший сын был Джордж Уорд, 1-й виконт Уорд из Уитли. Леди Дадли утонула 26 июня 1920 года, в возрасте 51 года.
30 апреля 1924 года Дадли женился во второй раз на актрисе Герти Миллар, дочери Джона Миллара.
Уильям Хамбл Уорд, 2-й граф Дадли умер от рака 29 июня 1932 года в Лондоне в возрасте 65 лет, и его титул наследовал старший сын Уильям. Герти, графиня Дадли, умерла в апреле 1952 года. Английская актриса Рэйчел Уорд является его правнучкой.